# Gloria Jean
Gloria Jean, née le 14 avril 1926 à Buffalo et morte le 31 août 2018 à Mountain View, est une actrice américaine.

## Biographie
Gloria Jean est la fille de Eleanor et Ferman Schoonover, d'origine néerlandaise. Jeune, sa famille déménage à Scranton en Pennsylvanie. Elle a trois sœurs, Sally, Lois et Bonnie. Elle devient actrice très jeune et son père gère sa carrière. Elle a trois ans quand elle chante à la radio. Après avoir déménagé à Scranton en Pennsylvanie, Gloria Jean chante à la radio avec le groupe de Paul Whiteman. À l'âge de 12 ans, elle est engagée par une petite compagnie d'opéra de New York et devient la plus jeune membre d'une troupe d'opéra aux États-Unis.
Elle apprend le chant comme soprano avec son professeur de voix Leah Russel, qui l'emmène à une audition du producteur de film Joe Pasternak de l'Universal Pictures en 1938. Pasternak avait découvert Deanna Durbin et souhaitait une jeune chanteuse pour faire le même type de comédies musicales. Face à des centaines d'autres candidates, Gloria Jean remporte l'audition.
Sous contrat avec Universal, elle joue des rôles principaux, comme dans Les Petites Pestes (The Under-Pup, 1939) et devient instantanément populaire auprès des cinéphiles. Le service de publicité d'Universal a d'abord affirmé que la chanteuse avait onze ans au lieu de treize ans ; son âge réel n'était pas connu. Dans ses deux films suivants, elle est co-vedette avec Bing Crosby dans Petite et Charmante (If I Had My Way, 1940) et joue dans Vive le bonheur ! (A Little Bit of Heaven, 1940). Son image la plus connue est son quatrième film, Passez muscade (1941), où elle a pour partenaire W. C. Fields.

## Filmographie
| Année | Titre original                                    | Titre français          | Rôle                        | Notes                                                  |
| ----- | ------------------------------------------------- | ----------------------- | --------------------------- | ------------------------------------------------------ |
| 1939  | The Under-Pup                                     | Les Petites Pestes      | Pip-Emma Binns              | First Universal picture                                |
| 1940  | If I Had My Way                                   | Petite et Charmante     | Patricia Johnson            |                                                        |
| 1940  | A Little Bit of Heaven                            | Vive le bonheur !       | Midge Loring                |                                                        |
| 1941  | Never Give a Sucker an Even Break                 | Passez muscade          | la nièce de W. C. Fields    |                                                        |
| 1941  | Jingle Belles                                     |                         |                             | court métrage (ressorti avec le titre Winter Serenade) |
| 1942  | What's Cookin'?                                   |                         | Sue Courtney                |                                                        |
| 1942  | Get Hep to Love                                   |                         | Doris Stanley               |                                                        |
| 1942  | When Johnny Comes Marching Home                   |                         | Marilyn Benton              |                                                        |
| 1943  | It Comes Up Love                                  |                         | Victoria Peabody            |                                                        |
| 1943  | Mister Big                                        | Monsieur Swing          | Patricia Davis              |                                                        |
| 1943  | Moonlight in Vermont                              |                         | Gwen Harding                |                                                        |
| 1944  | Ghost Catchers                                    | Chasseurs de fantômes   | Melinda Marshall            |                                                        |
| 1944  | Pardon My Rhythm                                  |                         | Jinx Page                   |                                                        |
| 1944  | Reckless Age                                      |                         | Linda Wadsworth             |                                                        |
| 1944  | Destiny                                           | Destiny                 | Jane Broderick              | inclus des séquences coupées de Flesh and Fantasy      |
| 1945  | I'll Remember April                               |                         | April Garfield              |                                                        |
| 1945  | Easy to Look At                                   |                         | Judy Dawson                 | dernier film Universal Picture                         |
| 1945  | River Gang                                        |                         | Wendy                       |                                                        |
| 1947  | Copacabana                                        | Copacabana              | Anne Stuart                 | United Artists                                         |
| 1948  | I Surrender Dear                                  |                         | Patty Nelson, ou Patty Hart | Columbia                                               |
| 1948  | Manhattan Angel                                   |                         | Gloria Cole                 | Columbia                                               |
| 1948  | An Old Fashioned Girl                             |                         | Polly Milton                | Eagle-Lion                                             |
| 1949  | There's a Girl in My Heart                        |                         | Ruth Kroner                 | Allied Artists                                         |
| 1953  | Wonder Valley                                     |                         |                             |                                                        |
| 1955  | Air Strike                                        |                         | Marge Huggins               | Lippert                                                |
| 1959  | Laffing Time (ressorti avec le titre The Madcaps) |                         | Sally Suffer                | Independent                                            |
| 1961  | The Ladies Man                                    | Le Tombeur de ces dames |                             | Paramount                                              |